# Catacombe dei Santi Marcellino e Pietro
Le catacombe dei Santi Marcellino e Pietro sono situate sulla via Casilina, al terzo miglio dell'antica via Labicana a Roma. Erano chiamate anche catacombe di Sant'Elena o Catacombe di San Tiburzio.

## Storia
Al terzo miglio di via Labicana, l'odierna Via Casilina, presso la zona nota come ad duas lauros (o inter duas lauros) cioè "tra i due allori", piante che, alcune tradizioni, vogliono site presso le abitazioni degli imperatori, verso la metà del III secolo venne iniziato un uso del sottosuolo come cimitero sotterraneo, così furono realizzate varie gallerie (in latino cryptae), varie tombe a loculo a volte sormontate da un arcosolio.
I nuclei più antichi della catacomba sono le regioni X, Y, B, Z, I ed A, che risalgono proprio alla seconda metà del III secolo, a prova di ciò ci sono alcune iscrizioni funebri dell'epoca. Nel IV secolo le iscrizioni cominciano ad essere meno sintetiche con informazioni sul defunto e sulla compravendita del loculo che ne comprova la legittimità.
La zona, all'inizio del IV secolo era proprietà della madre dell'imperatore Costantino.
Sempre nello stesso secolo furono aperte le regioni catacombali M, C e S, con nuovi [[cubicolo]|cubicoli]] spesso decorati con affreschi.
All'inizio del IV secolo, secondo stime di Jean Guyon, nelle catacombe sarebbero state tumulate circa 11.000 salme.

## Descrizione
Le catacombe nacquero all'incirca tra il 100 e il 200 d.C. L'accesso al cimitero sotterraneo è ubicato presso la chiesa dei Santi Marcellino e Pietro ad Duas Lauros, che, insieme al mausoleo di Elena, ad una basilica, oggi interrata, e ai resti di un cimitero degli Equites singulares Augusti, forma un complesso denominato Ad duas lauros ("ai due allori"), probabilmente per la presenza di due alberi di alloro rinvenuti in questo sito.
La zona faceva parte di un fondo imperiale di proprietà della Augusta Flavia Giulia Elena, come dimostra la notizia riportata nel Liber Pontificalis nella vita di San Silvestro (314-315) dove si parla della donazione di questa area da parte di Costantino e si indicano i confini del Fondum Laurentum (alterazione per Ad Duas Lauros) che si estendeva dalla Porta Sessoriana (Porta Maggiore) fino alla Via Latina e a sud fino a Monte Cavo.
Si estendono per una superficie di 18.000 m². Si stima che, nel solo III secolo, accolsero più di 15.000 sepolture sotterranee a cui vanno aggiunte alcune migliaia in superficie. Nel 2006, grazie ad una scoperta fortuita, vennero alla luce nuovi ambienti inesplorati, alcuni contenenti affreschi, e una fossa comune con oltre 1.200 corpi di persone, a quanto pare di rango, il cui decesso appare pressoché simultaneo (testimoniato ad esempio dall'uso di medesimi incensi cerimoniali per molti dei corpi, tra i quali sandracca, franchincenso e ambra) e risalente alla seconda metà del II-inizi III secolo, forse in occasione di una epidemia di peste (probabilmente la cosiddetta "peste antonina"). Si è ipotizzato che questi corpi, collocati in queste stanze ipogee anteriormente all'epoca delle sepolture cristiane, appartenessero a famiglie degli Equites singulares.
Dopo un'opera di restauro degli ambienti finanziata dalla Repubblica dell'Azerbaigian, dall'aprile 2014 le catacombe sono regolarmente visitabili, esclusivamente negli orari di visita.

## Bibliografia

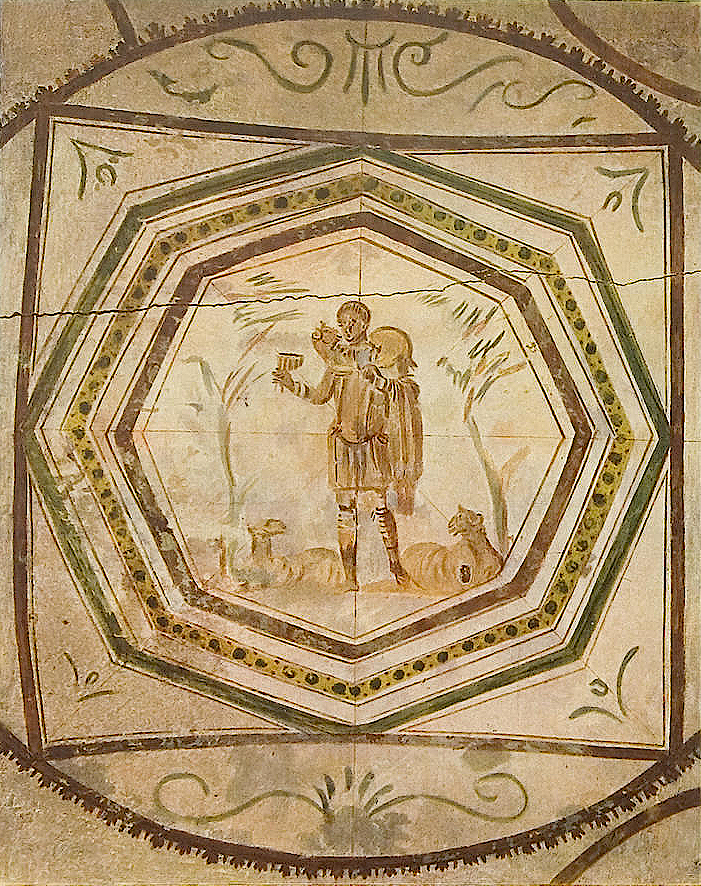
Il Buon Pastore, Catacombe dei Santi Marcellino e Pietro

## Collegamenti
|  | È raggiungibile dalla stazione Berardi. |